# درمان جایگزینی هورمون

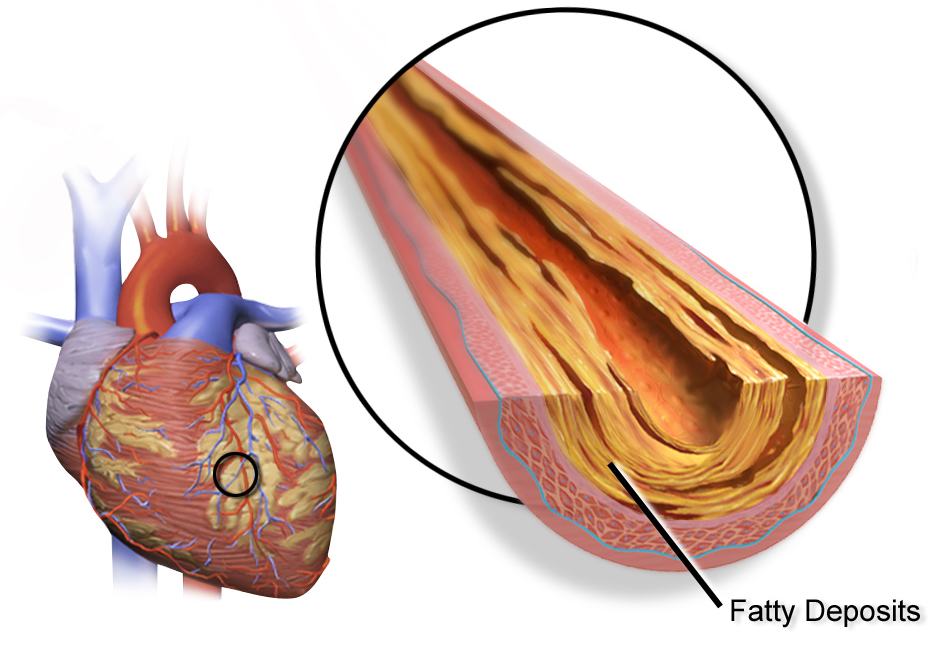
بیماری عروق کرونر.

هورمون درمانی جایگزینی (انگلیسی: Hormone replacement therapy) برای درمان علامتی یائسگی استفاده می‌شود. این شیوه یکی از راه‌های پیشگیری از عوارض یائسگی است.
این عوارض می‌توانند شامل گرگرفتگی، خشک شدن واژن، سرعت گرفتن چین و چروک پوستی، خشک‌شدن واژن، کاهش ماهیچه، ناکارآمدی جنسی و پوکی استخوان باشند.